# Wolfblood
Wolfblood is een Britse horror/fantasy-dramaserie, gericht op tieners. De serie wordt sinds 10 september 2012 uitgezonden op CBBC, en is een coproductie tussen die zender en de Duitse zender ZDF. Seizoen 1 t/m 3 van de serie is in Nederland & Vlaanderen in het Nederlands/Vlaams uitgezonden door Disney Channel. 
De première van seizoen 1 was in 2014, seizoen 2 in 2015 en seizoen 3, begin 2016.
Seizoen 04 is in 2021 exclusief te zien bij Amazone prime in de Benelux, met een Nederlandse en Vlaamstalige versie.

## Productie
Wolfblood is bedacht door Debbie Moon, die volgens eigen zeggen op het idee voor de serie kwam toen ze in een boekhandel de woorden "wolf" en "blood" (bloed) op 2 losse boeken zag staan, en ze in haar hoofd combineerde tot 1 woord. Ze diende haar idee in bij de BBC Writersroom, en werd samen met acht andere schrijvers uitgenodigd om de mogelijkheden voor de serie te bespreken op een conferentie in Kent. Uiteindelijk kreeg Wolfblood groen licht van de CBBC.
De serie is opgenomen in Noord-Oost Engeland door hetzelfde productieteam dat ook Tracy Beaker Returns opnam. De Charles Thorp Comprehensive School en de bossen rond Rowlands Gill deden dienst als filmlocaties. De productie van seizoen 1 liep van februari 2012 tot mei 2012. Seizoen 2 werd van februari tot mei 2013 opgenomen, seizoen 3 van februari – mei 2014 en seizoen 4 van oktober - januari 2015.

## Plot
De serie speelt in het plaatsje Stoneybridge en draait om een groep weerwolven die zichzelf Wolfbloods noemen.
Ze noemen zichzelf zo, omdat ze geen monsters zijn zoals in de geruchten die zich voordoen over zogenaamde weerwolven.
Seizoen 1 introduceert Maddy Smith, een tiener uit een familie van wolfbloods die spoedig haar eerste verandering tot wolf zal ondergaan, en Rhydian, een jongen die is opgegroeid bij een pleeggezin en niks weet van het feit dat hij een wolfblood is. De familie Smith neemt hem daarom onder hun hoede. De rest van het seizoen proberen Maddy en Rhydian hun leven als Wolfbloods te combineren met hun schoolleven, daarbij hun weerwolf-zijn geheim houdend voor hun vrienden en klasgenoten. Uiteindelijk blijkt Rhydian’s echte familie, die tot een wilde roedel Wolfbloods behoren welke ver van de menselijke beschaving leeft, naar hem op zoek te zijn. Eind seizoen 1 verlaat hij Stoneybridge met zijn moeder Ceri en broer Brynn, terwijl Maddy’s vriendin Shannon de waarheid over de Wolfbloods ontdekt. Dit seizoen is in Nederland & Vlaanderen uitgezonden in 2014.
Seizoen 2 speelt 3 maanden later. Rhydian moet zijn roedel ontvluchten nadat hij zich de woede van de Alfawolf, Alric, op de hals halt omdat hij diens dochter, Jana, meegenomen heeft naar een mensendorp. Jana volgt hem naar Stoneybridge, alwaar ze vrienden wordt met Maddy, Shannon, Rhydian en Tom, en steeds meer van de mensenwereld gaat houden. Shannon blijkt ondertussen in het geheim bewijzen over het bestaan van de Wolfbloods aan het verzamelen te zijn, wat voor spanning tussen haar en Maddy zorgt. Uiteindelijk wordt Shannon gedwongen al haar onderzoeksdata te vernietigen. Nadat Alric uit de Wolfbloodroedel wordt verbannen, keert Jana terug om zijn plaats als roedelleider in te nemen. Rond dezelfde tijd ontdekt een jongen van Maddy’s school, Liam, het geheim van Maddy’s familie en ontmaskerd hen. Hierdoor zijn de Smith’s gedwongen om Stoneybridge te verlaten. Dit seizoen is in Nederland & Vlaanderen uitgezonden in 2015.
Seizoen 3 speelt weer 2 maanden later. Rhydian, die als enige Wolfblood in Stoneybridge is achtergebleven, krijgt onverwacht bezoek van Jana. Volgens haar heeft de wilde roedel hard hulp nodig daar ze worden bedreigd door een zekere Alexander "Alex" Kincaid. Tegelijk ontmoet Rhydian een nieuwe Wolfblood: Dacia. Zij werkt voor Segolia, een biotechnologiebedrijf dat in het geheim door Wolfbloods en mensen samen gerund wordt. Met haar hulp begint Rhydian zich te focussen op een leven buiten Stoneybridge. Aan het eind van het seizoen herenigt Rhydian zijn roedel en verslaat Kincaid. Daarna zoekt hij Maddy op, die nu in Canada woont. 
Seizoen 4 + 5 spelen zich niet meer af in Stoneybridge, maar in de grote stad. Waar we Jana Vilkas volgen die zich als wilde wolfbloed probeert aan te passen aan het leven in de stad als een Segolia agent. Aan Jana om te bepalen wat er uiteindelijk met de Wolfbloods in de wereld gebeurt.

## Rolverdeling

### Hoofdrolspelers
- Aimee Kelly - Madeline "Maddy" Smith (Seizoen 1–2)
- Bobby Lockwood - Rhydian Morris (Seizoen 1–3)
- Kedar Williams-Stirling - Tom Okanawe (Seizoen 1–3)
- Louisa Connolly-Burham - Shannon Kelly (Seizoen 1–3)
- Leona Vaughan - Jana (Seizoen 2–)
- Michelle Gayle - Imara (Seizoen 4–)
- Louis Payne - TJ (Seizoen 4–)
- Jack Brett Anderson - Matei (Seizoen 4–)
- Sydney Wade - Emilia (Seizoen 4–)
- Rukku Nahar - Selina (Seizoen 4–)

### Ondersteunende rollen
- Shorelle Hepkin - Kay
- Gabrielle Green - Katrina
- Mark Fleischmann - Mr. Jeffries
- Siwan Morris - Ceri
- Rachel Teate - Kara Waterman
- Niek Versteeg - Liam Hunter
- Jonathan Raggett - Jimi Chen
- Nahom Kassa - Sam
- Ursula Holden-Gill - Miss Fitzgerald
- Angela Lonsdale - Emma Smith (Seizoen 1–2)
- Marcus Garvey - Daniel "Dan" Smith (Seizoen 1–2)
- Cerith Flinn - Aran (Seizoen 2–)
- Alun Raglan - Alric (Seizoen 2–)
- Lisa Marged - Meinir (Seizoen 2–)
- Dean Bone - Harry Averwood (Seizoen 2–)
- Effie Woods (Seizoen 2) / Letty Butler (Seizoen 3–) - Rebecca Whitewood
- Mandeep Dhillon - Dacia Turner (Seizoen 3–)
- Jacqueline Boatswain - Victoria Sweeney (Seizoen 3–)
- Shaun Dooley - Alexander "Alex" Kincaid (Seizoen 3–)
- Chloe Hesar (Seizoen 4–)

## Afleveringen
Seizoen 1 t/m 3 van de serie is in Nederland & Vlaanderen uitgezonden door Disney Channel.
De première van seizoen 1 was in 2014, seizoen 2 in 2015 en seizoen 3, begin 2016.

## Spin-offs
Seizoen 2 kreeg een spin-off in de vorm van eent tien afleveringen tellende  documentaireserie over wolven, getiteld Wolfblood Uncovered en gepresenteerd door Bobby Lockwood. Wolfblood Uncovered vergelijkt scènes uit Wolfblood met feiten over echte wolven.
Na seizoen 3 werd een internetserie getiteld Jana Bites uitgebracht, waarin Jana’s belevenissen als leider van de wilde Wolfbloods centraal staat.
Na seizoen 4 werd een internetserie getiteld wolfblood secrets" uitgebracht waarin Jana en haar vrienden worden ondervraagt. Voor een wolfblood conspiracy. Van tien afleveringen tellent.
De spin-off is door Disney Channel nooit uitgezonden in Nederland & Vlaanderen.